# Johann Georg Döhler (Jurist, 1667)
Johann Georg Döhler (* 28. Juli 1667 in Ohrdruf; † 17. November 1749 in Gera) war ein deutscher Jurist.

## Leben

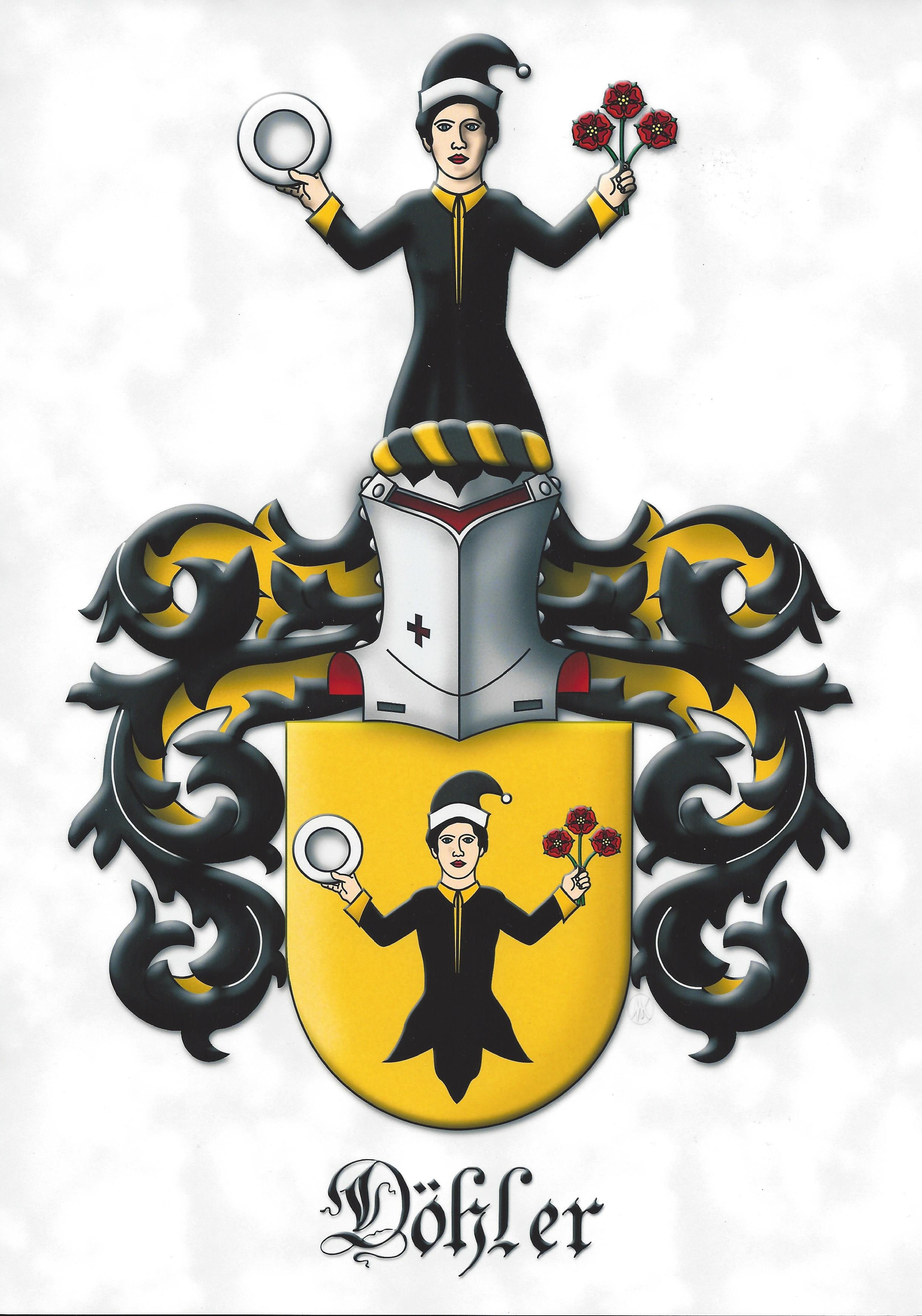

Döhler studierte Rechtswissenschaft an der Universität Jena, der Universität Altdorf und der Universität Leipzig. 1692 wurde er Hofadvokat in Sachsen-Eisenach. Seit 1702 Lizenziat, wurde er bei Christian Wildvogel in Jena zum Dr. iur. promoviert. Ab 1705 war er Kommissar des Vormundschafts- und Kammergerichts in Eisenach. 1711 wurde er Rat des Landgrafen Wilhelm I. (Hessen-Rotenburg), 1716 Hof- und Justizrat in Sachsen-Meiningen. 1719 kam er als Hofrat nach Hildburghausen, wo er Rechtslehrer am Gymnasium Georgianum war. Seit 1722 erster Hof- und Justizrat, war er Assessor beim Konsistorium in Gera. Ab 1725 war er Gemeinschaftsrat der Grafen von Reuß, Kanzler und Konsistorialpräsident.
1983 erschien ein Nachdruck seines Buches zum Richteramt. In der Ankündigung des Antiquariatsprospekts hieß es: